# The Apostles
The Apostles (en français les Apôtres), Op. 49, est un oratorio pour solistes, chœurs et orchestre composé par Edward Elgar. Il est créé en octobre 1903.

## Généralités
Elgar obtient un grand succès pour ses variations Enigma et pour The Dream of Gerontius et reçoit une commande du Festival triennal de musique de Birmingham (qui avait également produit Gerontius) la grande œuvre à laquelle il réfléchissait depuis plusieurs années. Il dit avoir pensé à ce thème, et avoir pensé aux textes, depuis son enfance. The Apostles, de même que sa suite The Kingdom, dépeint les disciples de Jésus et leurs réactions face aux évènements extraordinaires auxquels ils sont confrontés.
C'est une œuvre narrative sur les apôtres et leurs témoignages des prêches de Jésus, de la crucifixion (qui n'est pas directement décrite) et de l'ascension. The Kingdom poursuit l'histoire. Elgar est plus intéressé par les motivations humaines que par les fondements philosophiques et les personnages les plus mémorables de l’œuvre sont les pêcheurs Marie Madeleine et Judas Iscariote.
L'idée d'Elgar devient trop grande pour une seule œuvre : The Kingdom est d'abord composé comme la dernière partie de The Apostles, puis Elgar voit ces deux pièces comme les deux premières parties d'une trilogie qu'il ne finira pas.
La traduction allemande et la première allemande sont l'œuvre du chef d'orchestre Julius Buths.

## Orchestration
The Apostles est écrit pour un grand orchestre, du type de ceux de la fin de la période romantique avec un chophar (souvent remplacé par un bugle) pour annoncer l'aube. Il y a également un double chœur avec un semi-chorus et six chanteurs solistes interprétant : 
- Marie, mère de jésus / l'Ange Gabriel (soprano)
- Marie Madeleine (contralto)
- Saint Jean / Narrateur (ténor)
- Saint Pierre (basse)
- Jésus (Basse)
- Judas (Basse)

## Argument
L’œuvre est en deux parties et sept section sans pause entre elles. Les paroles sont tirées par Elgar du Nouveau Testament et des Apocryphes.
1. (Partie 1) The Calling of the Apostles (L'appel des Apôtres). La musique commence avant l'aube, le soleil se lève et les Apôtres sont choisis les uns après les autres.
2. "By the Wayside". Cette scène parle de l'enseignement de Jésus, plus particulièrement des Béatitudes.
3. "By the Sea of Galilee". La traversée de la mer est accessoire, Marie-Madeleine est l'objet de cette section. Après une scène nocturne d'orage, Marie Madeleine se convertit et l'action se déplace à Caesarea Philippi et à Capharnaüm. La section se termine par un épilogue chorale, "Turn ye to the stronghold", ajouté à la fin de la composition de l’œuvre.
4. (Partie 2) "The Betrayal". Cette section concerne principalement le caractère et la motivation de Judas. Il est montré essayant de manœuvrer Jésus pour le forcer à dévoiler son pouvoir divin et à établir son royaume. Le procès et la condamnation ont lieu hors narration. À la fin Judas s'abandonne au désespoir.
5. "Golgotha". La scène de la crucifixion est selon Elgar "une simple esquisse". Les mots de Jésus mourant "Eli, eli, lama sabachthani" sont déclamés par l'orchestre seul. Le chœur répond ensuite pianissimo "Truly this was the son of God".
6. "At the Sepulchre". La résurrection est brièvement racontée par la narrateur et le chœur d'anges.
7. "The Ascension". Le miracle est presque accessoire. Les Apôtres, rejoignant les anges dans la prière, sont sur le point d'établir l'Église sur terre. Cette idée est le point culminant de l’œuvre et est jouée par les soliste, les chœurs et l'orchestre au complet.